# Pierre-Luc Gagnon
Pour les articles homonymes, voir Gagnon.
Pierre-Luc Gagnon (né le 2 mai 1980 à Boucherville au Québec au Canada) est un skateur professionnel canadien.

## Biographie
Gagnon a commencé à faire du skateboard en 1988, et a participé à son premier concours en 1992.
Un participant fréquent aux X Games, il a remporté vingt-et-une médailles dont huit d'or dans le Vert, Vert Double, Big Air, et Best Trick catégories. Il a également été victorieux sur le Tour de rosée et des Gravity Games, et a été le vainqueur de la division vert de la Coupe du Maloof Money avec un large éventail de techniques, notamment un nollie Heelflip indy 540.
Son équipement se compose de planches à roulettes Darkstar, vêtements RDS et chaussures Osiris.